# Jacoba Maria Wortelboer
De firma Jacoba Maria Wortelboer Kruiden, kortweg Wortelboer's Kruiden, is een fabrikant van kruidenproducten met de oorsprong in Oude Pekela.

## Kruidenvrouwtje als beeldmerk
De firma is vernoemd naar Jacoba Maria Wortelboer (1849–1914), maar is ontstaan uit de kruidenwinkel van haar man, de koopman en fabrikant Josephus Harmannus Baalman (1844–1925). Voor de verpakking van de producten en in advertenties werd gebruik gemaakt van de beeltenis van Jacoba Maria. Wortelboer's Kruiden adverteerde in de periode 1890 tot 1920 met geneeskrachtige kruiden tegen allerlei winterkwalen.

## Doorstart van het bedrijf
Na een artikel in het Maandblad tegen de Kwakzalverij (1895) wordt Baalman bij verstek veroordeeld, waarna hij de receptuur wijzigde en de zaak voortzette. Zijn zoon zou deze later overnemen. In 1970 verhuisde het bedrijf naar Zuidhorn.

## Kruidenbitter
De kruidenmengsels van Wortelboer kunnen gebruikt worden door er kruidenthee van te zetten of er kruidenbitters van te maken. Rond de millenniumwissel werd door Sonnema Berenburg een kruidenbitter met de kruiden van Wortelboer op de markt gebracht.

## Wortelboerkruiden
Door merkverwatering is uit Wortelboer's Kruiden de soortnaam wortelboerkruiden ontstaan. Deze kruidenmelanges worden tot op heden als zodanig verkocht. 